# 5th Ward Juvenilez
5th Ward Juvenilez — американське реп-тріо з Г'юстона, штат Техас. Назва походить від г'юстонського району Fifth Ward.

## Історія
5th Ward Juvenilez уперше з'явилися на пісні «Comin' Up» з дебютного альбому 2-Low Funky Lil Brotha (1993). У 1994 колектив також узяв участь у записі Gangsta Funk 5th Ward Boyz та Secrets of the Hidden Temple Blac Monks. Наприкінці цього ж року Rap-A-Lot видали їхній перший сингл «G-Groove». У 1995 вийшла дебютна платівка Deadly Groundz.
У 1998 Mr. Slimm змінив своє сценічне ім'я на Френка Нітті. Разом з Gotti створив гурт FWC (скор. від Fifth Ward Circle). Перед розпуском дует випустив альбом Organized Crime (1998).

## Дискографія

### Студійні альбоми
| Рік  | Назва                                                         | Чартові позиції | Чартові позиції |
| Рік  | Назва                                                         | США             | US R&B          |
| ---- | ------------------------------------------------------------- | --------------- | --------------- |
| 1995 | Deadly Groundz - Випущений: 20 червня 1995 - Лейбл: Rap-a-Lot | 200             | 28              |

### Сингли
- 1994: «G-Groove»